# 奧蘭治縣 (紐約州)
奧蘭治縣（英語：Orange County，又譯橙縣或橘郡）是美国纽约州東南部的一個縣，東傍哈德遜河，西南鄰新泽西州和宾夕法尼亚州，面積2,172平方公里。根據2020年美國人口普查，共有人口40萬1,310人。縣治戈申。該縣成立於1683年，是紐約省最早的十二個縣之一；縣名的「Orange」源自奧蘭治親王威廉王子（後來的英王威廉三世）。